# Phasicnecus bipunctatus
Phasicnecus bipunctatus is een vlinder uit de familie van de Eupterotidae. De wetenschappelijke naam van de soort is voor het eerst geldig gepubliceerd in 1909 door Aurivillius.